# BitPerfect
Un processo  BitPerfect è un processo di lettura di file audio/video che non prevede nessun tipo di elaborazione digitale del segnale (DSP) come: mixing dei canali, filtri, equalizzazioni, ricampionamenti o conversioni di frequenza di campionamento (upsampling o downsampling). Ciò significa che il file in uscita dalla scheda audio è lo stesso file audio memorizzato nel computer: ciò si definisce passthrough, ovvero il file sorgente non viene in nessun modo alterato nel processo di invio all'interfaccia del computer.
Questa tecnica è ormai divenuta un must per gli audiofili che ricercano la massima purezza del suono, perché permette di aggirare tutta la meccanica dei lettori cd e il sistema di correzioni degli errori. Il processo è rilevante con l'avvento di siti Internet che offrono CD in formato digitale ricavati direttamente dai master tape o dal master studio originale, eliminando il processo di masterizzazione che, anche se limitatamente, introduce errori e quindi perdita di qualità del suono.